# In ấn

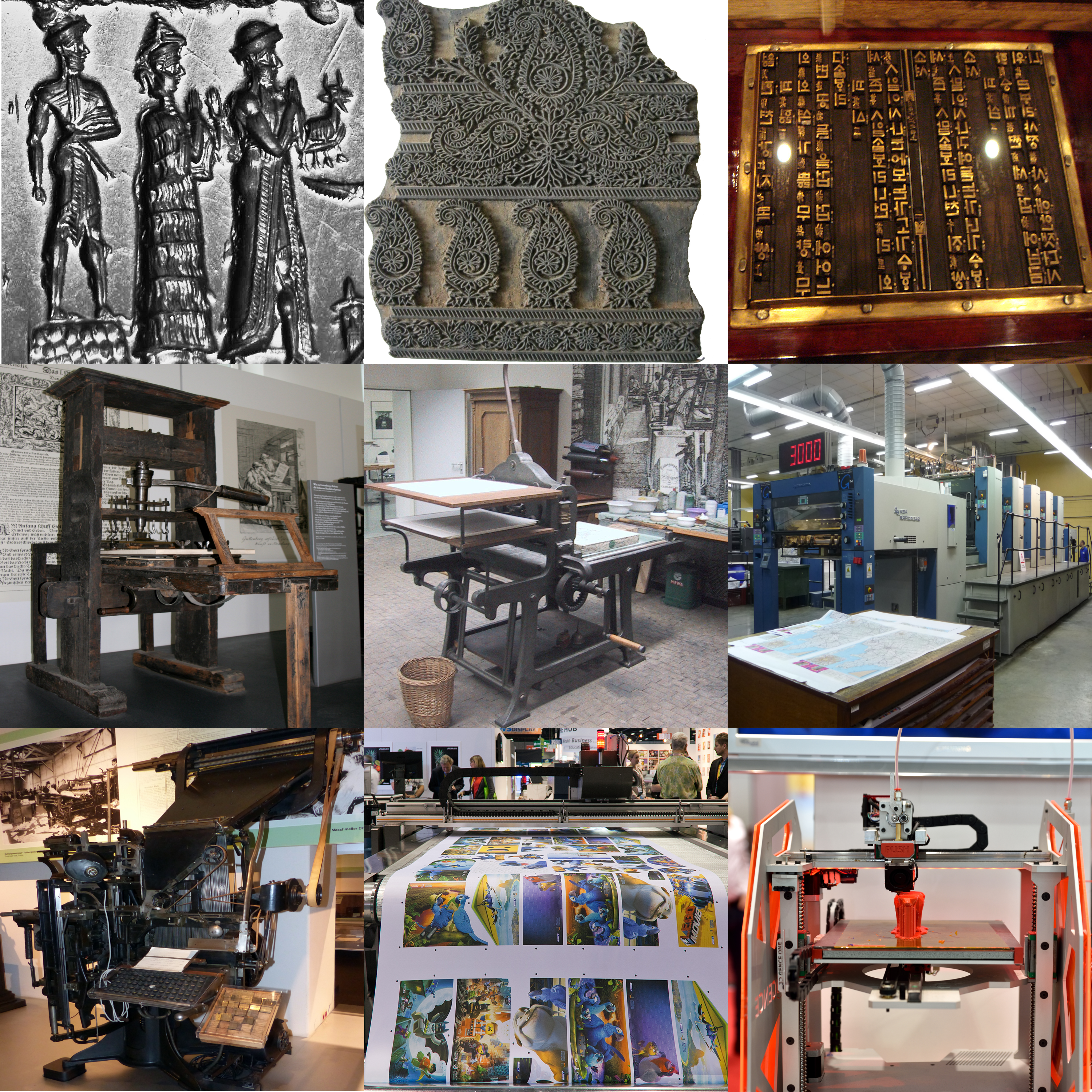
Từ trên xuống dưới, từ trái sang phải: con dấu hình trụ của một cảnh, khối dùng để in mộc bản, con chữ có thể di chuyển được, máy in, máy in thạch bản, máy in offset dùng cho in thạch bản hiện đại, máy kẻ chữ dùng để sắp chữ kim loại nóng, máy in kỹ thuật số, máy in 3D đang hoạt động.

In ấn hay ấn loát  là một quá trình tái tạo hàng loạt văn bản và hình ảnh bằng cách sử dụng biểu mẫu hoặc mẫu chính. Các sản phẩm không phải giấy sớm nhất liên quan đến in ấn bao gồm con dấu hình trụ và các vật thể như Cyrus Cylinder và Cylinders of Nabonidus. Hình thức in ấn sớm nhất được biết đến áp dụng cho giấy là in khắc gỗ, xuất hiện ở Trung Quốc trước năm 220 sau Công nguyên. Những phát triển sau này trong công nghệ in bao gồm loại có thể di chuyển được Tất Thăng phát minh vào khoảng năm 1040 sau Công nguyên và máy in do Johannes Gutenberg phát minh vào thế kỷ 15. Công nghệ in đóng một vai trò quan trọng trong sự phát triển của thời kỳ Phục hưng và cuộc cách mạng khoa học, đồng thời đặt cơ sở vật chất cho nền kinh tế tri thức hiện đại và sự truyền bá học tập đến quần chúng.
Hình thức sớm nhất của in ấn là in bằng âm bản khắc gỗ, với các nghiên cứu hiện tại thì in ấn đã xuất hiện ở Trung Quốc có niên đại từ trước năm 220 sau Công nguyên và Ai Cập vào thế kỷ IV. Phát triển sau này trong in ấn được lan rộng, đầu tiên được phát triển ở Trung Quốc, đặc biệt trở thành một công cụ hiệu quả hơn cho các ngôn ngữ phương Tây với bảng chữ cái hạn chế của họ, được phát triển bởi Johannes Gutenberg vào thế kỷ XV.

## Lịch sử

### In mộc bản
In mộc bản là một kỹ thuật in văn bản, hình ảnh hoặc hoa văn đã được sử dụng rộng rãi khắp Đông Á. Nó có nguồn gốc từ thời cổ đại ở Trung Quốc như một phương pháp in trên vải và sau đó là giấy. Là một phương pháp in trên vải, các ví dụ sớm nhất của in mộc bản còn sót lại từ Trung Quốc có niên đại trước năm 220 sau Công nguyên.

#### Ở Đông Á

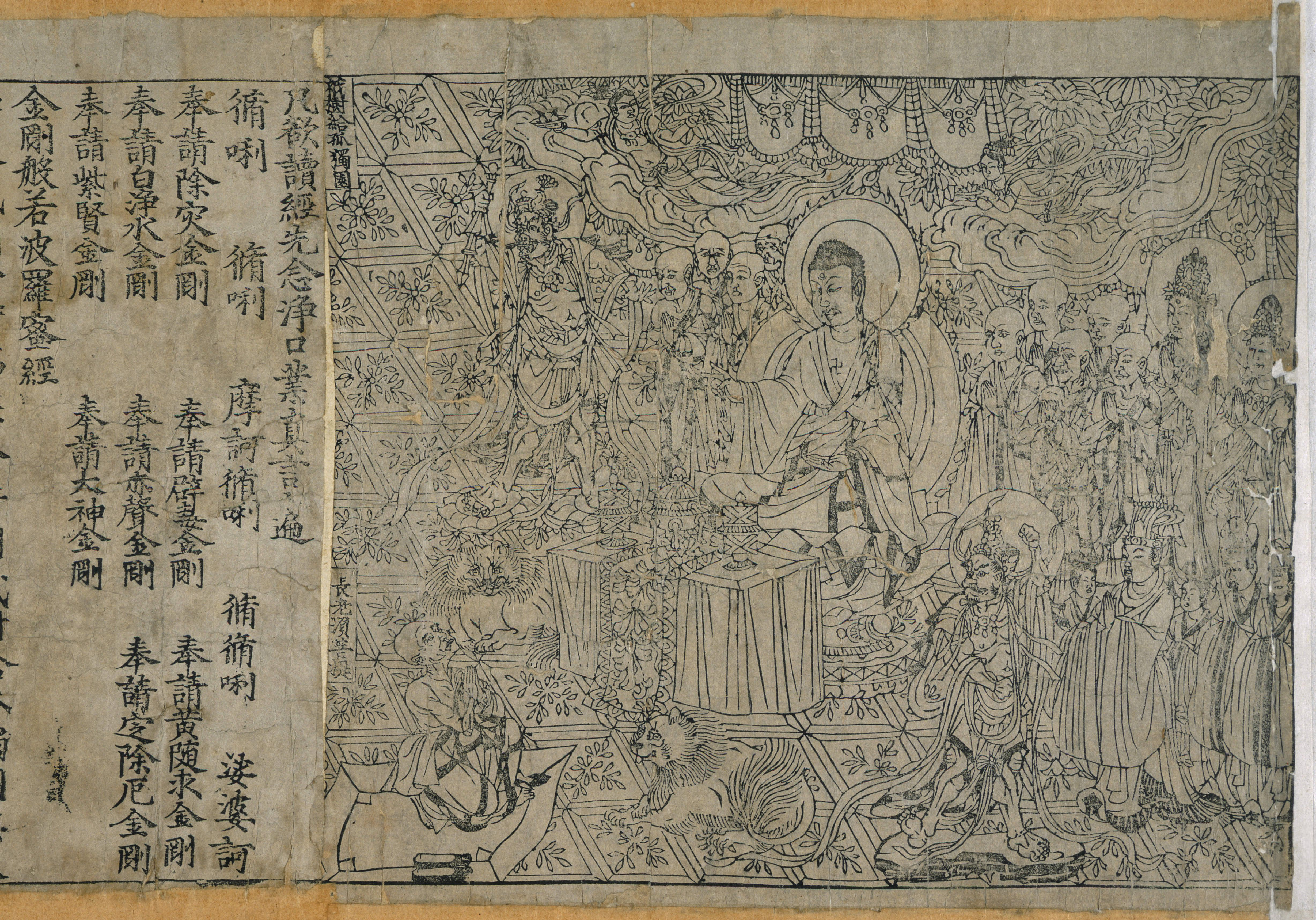
Hình in phức tạp của Kinh Kim Cương từ thời nhà Đường, Trung Quốc, năm 868 sau Công nguyên (Thư viện Anh)

Những mảnh vỡ in khắc gỗ sớm nhất còn sót lại là từ Trung Quốc. Chúng được làm bằng lụa in hoa ba màu từ thời nhà Hán (trước năm 220 sau Công Nguyên). Chúng là ví dụ sớm nhất về in khắc gỗ trên giấy và xuất hiện vào giữa thế kỷ thứ bảy ở Trung Quốc.
Vào thế kỷ thứ chín, việc in trên giấy đã bắt đầu phát triển, và cuốn sách in hoàn chỉnh đầu tiên còn tồn tại có ghi niên đại của nó là Kinh Kim Cương (Thư viện Anh) năm 868. Đến thế kỷ thứ mười, 400.000 bản in một số kinh điển và tranh ảnh, và các tác phẩm kinh điển của Nho giáo đã được in. Một thợ in lành nghề có thể in tới 2.000 tờ chứa hai trang mỗi ngày.
Việc in ấn sớm lan rộng đến Hàn Quốc và Nhật Bản, những quốc gia cũng sử dụng logogram, nhưng kỹ thuật này cũng được sử dụng ở Turpan và Việt Nam bằng cách sử dụng một số chữ viết khác. Kỹ thuật này sau đó lan sang Ba Tư và Nga. Kỹ thuật này được truyền đến châu Âu thông qua thế giới Hồi giáo, và vào khoảng năm 1400 đã được sử dụng trên giấy cho các bản in chủ cũ và chơi bài. Tuy nhiên, người Ả Rập không bao giờ sử dụng điều này để in Kinh Qur'an vì những giới hạn áp đặt bởi học thuyết Hồi giáo.  

#### Trong thế giới Hồi giáo
In khối, được gọi là tarsh trong tiếng Ả Rập, được phát triển ở Ả Rập Ai Cập trong thế kỷ thứ chín và thứ mười, chủ yếu để in nội dung cầu nguyện và làm bùa hộ mệnh. Có một số bằng chứng cho thấy những khối in này được làm từ vật liệu không phải gỗ, có thể là thiếc, chì hoặc đất sét. Tuy nhiên, các kỹ thuật được sử dụng là không chắc chắn, và chúng dường như có rất ít ảnh hưởng bên ngoài thế giới Hồi giáo. Mặc dù châu Âu đã áp dụng cách in khắc gỗ từ thế giới Hồi giáo, ban đầu cho vải, kỹ thuật in khối kim loại vẫn chưa được biết đến ở châu Âu. In khối sau đó đã không còn được sử dụng trong thời kỳ Phục hưng Timurid của Hồi giáo. Thời kỳ Hoàng kim của Hồi giáo chứng kiến việc in ấn các văn bản, bao gồm cả các đoạn từ Kinh Qur'an và Hadith, thông qua thủ công làm giấy của Trung Quốc, đã phát triển nó và áp dụng nó rộng rãi trong thế giới Hồi giáo, dẫn đến sự gia tăng đáng kể trong việc sản xuất các văn bản viết tay. Kỹ thuật in ở Ai Cập đã được chấp nhận sao chép các văn bản trên các dải giấy và cung cấp chúng thành các bản sao khác nhau để đáp ứng nhu cầu.

#### Ở châu Âu

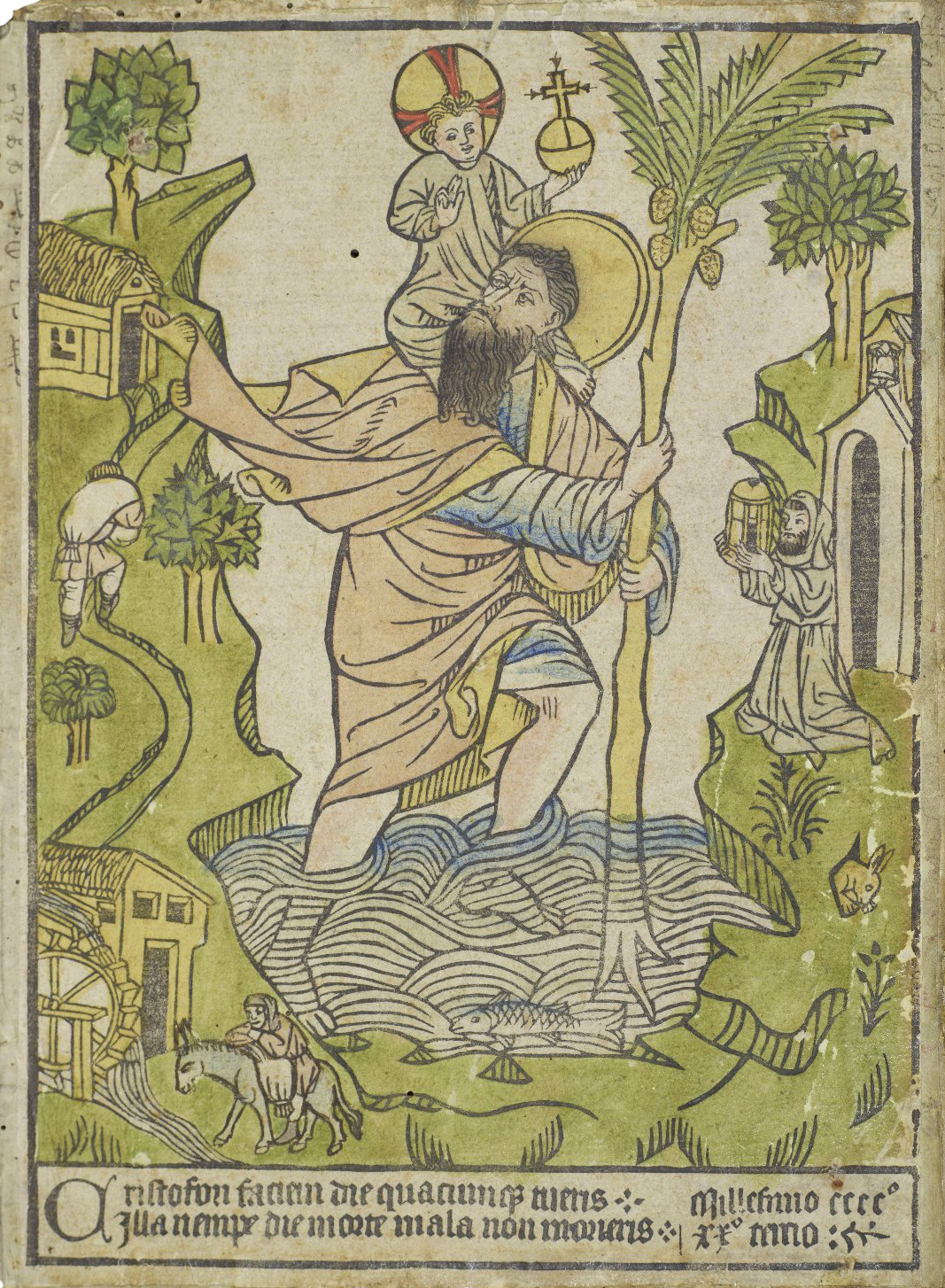
Bản khắc gỗ sớm nhất được biết đến, năm 1423, Buxheim, với cách tô màu bằng tay

In khối lần đầu tiên đến Châu Âu như một phương pháp in trên vải, nơi nó phổ biến vào năm 1300. Hình ảnh in trên vải cho mục đích tôn giáo có thể khá lớn và công phu. Khi giấy trở nên tương đối dễ dàng, vào khoảng năm 1400, kỹ thuật này đã chuyển rất nhanh chóng sang các hình ảnh tôn giáo khắc gỗ nhỏ và chơi bài in trên giấy. Những bản in này được sản xuất với số lượng rất lớn từ khoảng năm 1425 trở đi.
Vào khoảng giữa thế kỷ 15, sách đóng khối, sách khắc gỗ có cả văn bản và hình ảnh, thường được chạm khắc trong cùng một khối, nổi lên như một sự thay thế rẻ hơn cho các bản thảo và sách in bằng con chữ di động. Đây đều là những tác phẩm ngắn được minh họa nhiều, bán chạy nhất trong ngày, được lặp lại trong nhiều phiên bản sách khối khác nhau: Ars moriendi và Biblia pauperum là phổ biến nhất. Vẫn còn một số tranh cãi giữa các học giả về việc liệu sự ra đời của chúng có trước hay, theo quan điểm của đa số, theo sau sự ra đời của con chữ di động, với phạm vi niên đại ước tính là từ khoảng 1440 đến 1460.

### In kiểu con chữ di động

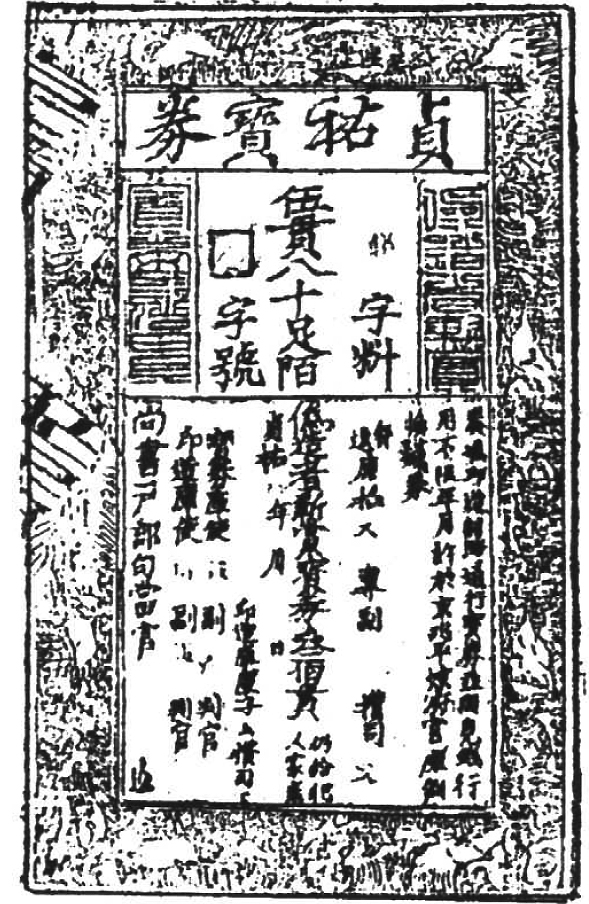
Tấm đồng của 1215–1216 tiền giấy 5000 với mười loại con chữ di động bằng đồng

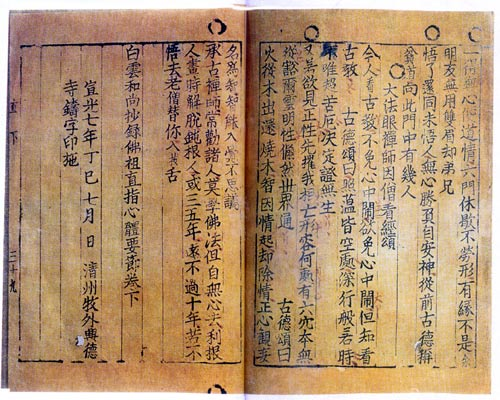
Jikji, "Những lời dạy được chọn lọc của các hiền nhân Phật giáo và các bậc thầy Sơn" từ Hàn Quốc, cuốn sách được biết sớm nhất được in bằng loại kim loại có thể di chuyển được, năm 1377. Bibliothèque Nationale de France, Paris

Con chữ có thể di chuyển là hệ thống in ấn và kiểu chữ sử dụng các mảnh kim loại có thể di chuyển được, được tạo ra bằng cách đúc từ các ma trận được đánh bằng máy dập lỗ. Con chữ có thể di chuyển cho phép thực hiện các quy trình linh hoạt hơn nhiều so với sao chép tay hoặc in khối.
Khoảng năm 1040, hệ thống loại có thể di chuyển được đầu tiên được biết đến đã được Tất Thăng phát minh ra ở Trung Quốc bằng sứ. Bi Sheng sử dụng loại đất sét, loại dễ vỡ, nhưng vào năm 1298, Vương Trinh đã phát minh ra một loại chạm khắc bền hơn từ gỗ. Ông cũng phát triển một hệ thống phức tạp gồm các bảng quay vòng và liên kết số với các ký tự Trung Quốc được viết ra để giúp việc sắp chữ và in ấn hiệu quả hơn. Tuy nhiên, phương pháp chính được sử dụng ở đó vẫn là in khắc gỗ (xylography), phương pháp "được chứng minh là rẻ hơn và hiệu quả hơn để in chữ Hán, với hàng nghìn ký tự".
Kiểu in di động bằng đồng bắt nguồn từ Trung Quốc vào đầu thế kỷ 12. Nó được sử dụng trong việc in tiền giấy với quy mô lớn do triều đại Bắc Tống phát hành. Loại có thể di chuyển được lan sang Hàn Quốc trong triều đại Goryeo.
Vào khoảng năm 1230, người Triều Tiên đã phát minh ra loại máy in di động bằng kim loại sử dụng đồng. Jikji, xuất bản năm 1377, là cuốn sách in bằng kim loại sớm nhất được biết đến. Kiểu đúc đã được sử dụng, phỏng theo phương pháp đúc tiền xu. Những con chữ được cắt bằng gỗ dẻ gai, sau đó được ép vào đất sét mềm để tạo thành khuôn, và đổ đồng vào khuôn, và cuối cùng là loại được đánh bóng. Hình thức di chuyển bằng kim loại của Triều Tiên được học giả người Pháp Henri-Jean Martin mô tả là "cực kỳ giống với của Gutenberg".

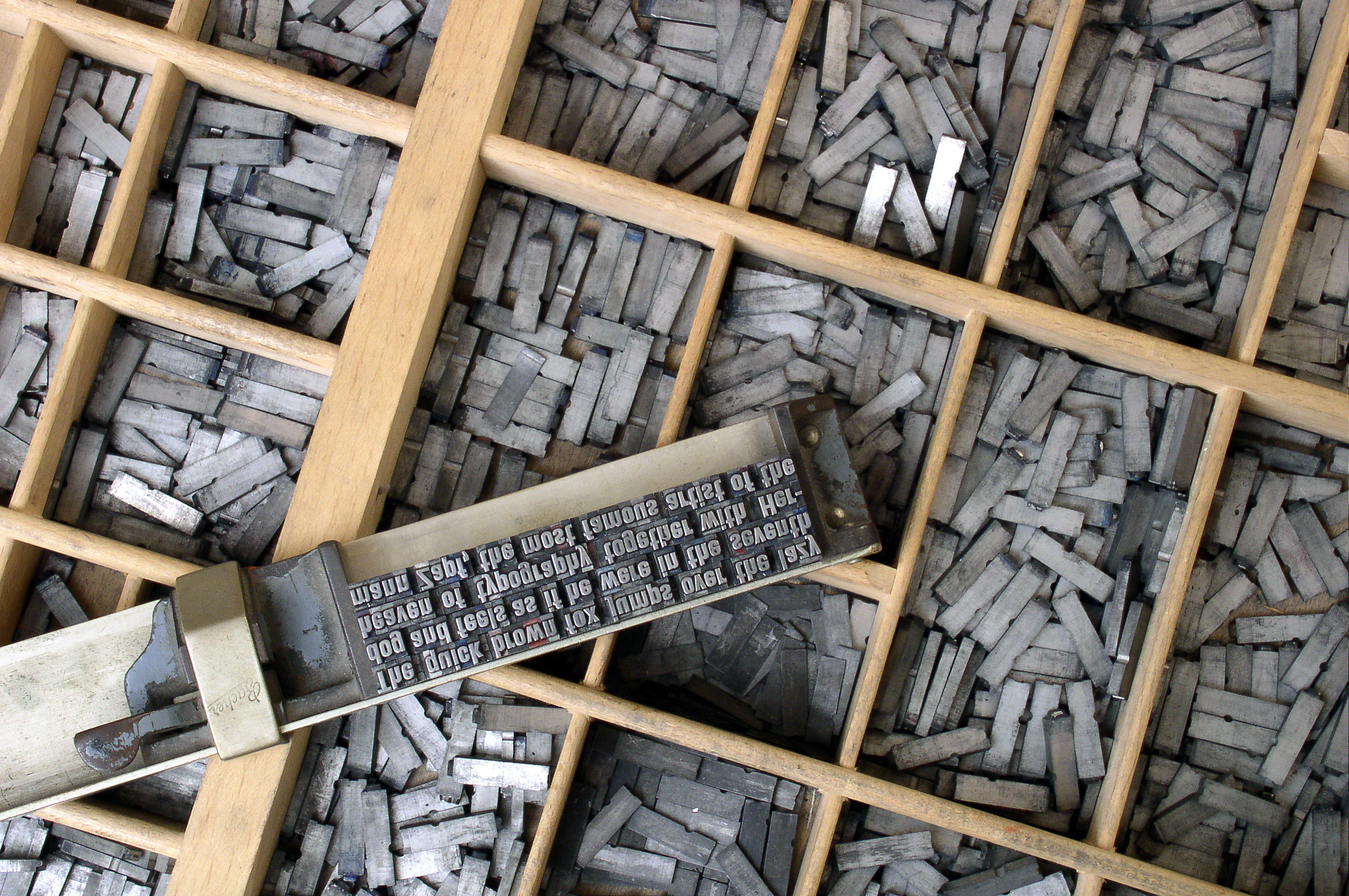
Một hộp các mảnh kim loại đúc và sắp chữ trong một thanh tạo dòng chữ

### Máy in

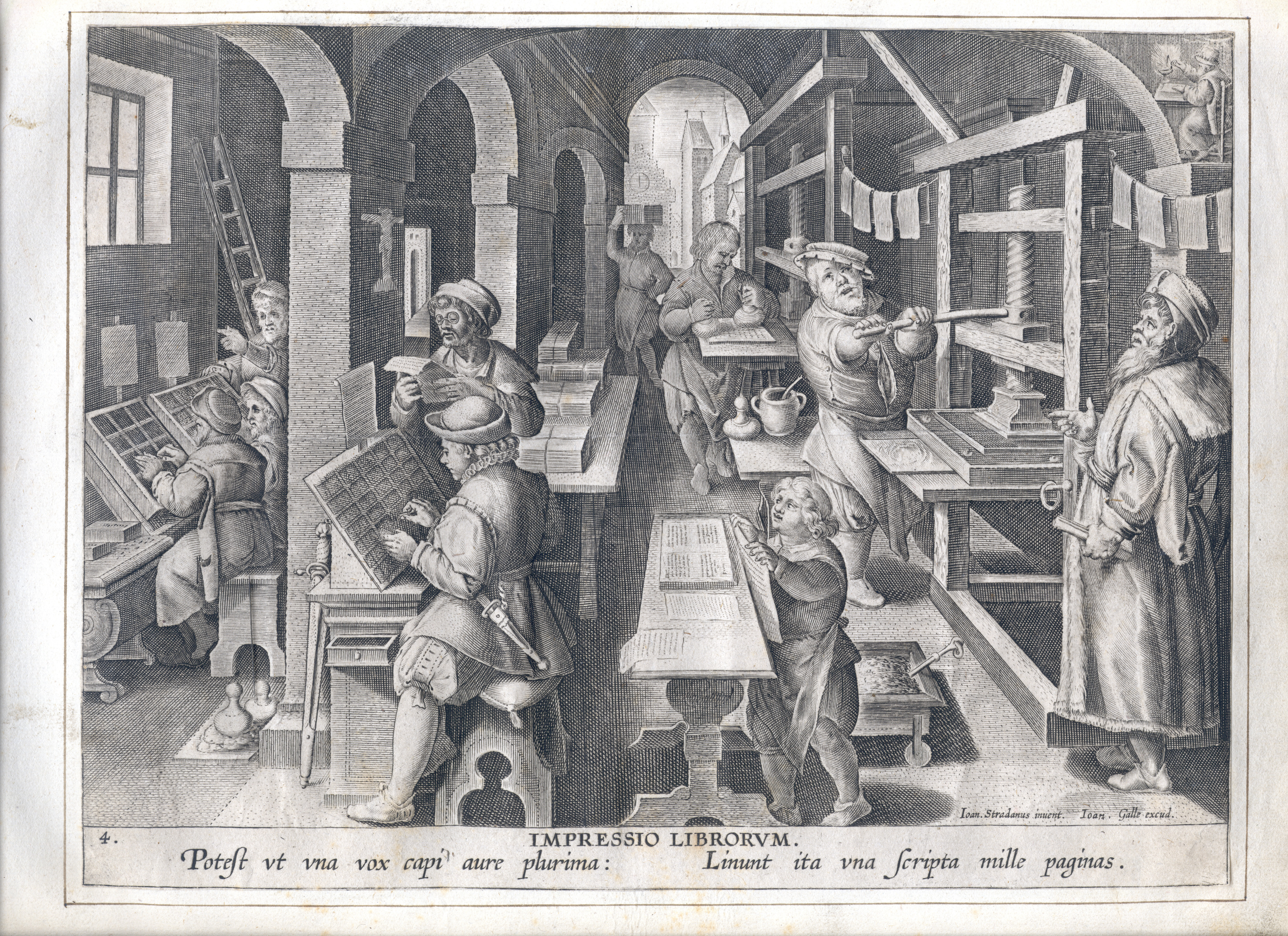
Phát minh in ấn, ẩn danh, thiết kế bởi Stradanus, bộ sưu tập Bảo tàng Plantin-Moretus

Khoảng năm 1450, Johannes Gutenberg giới thiệu hệ thống in loại có thể di chuyển đầu tiên ở Châu Âu. Ông đã cải tiến những cải tiến trong kiểu đúc dựa trên ma trận và khuôn tay, thích ứng với máy ép vít, sử dụng mực gốc dầu, và tạo ra một loại giấy mềm hơn và thấm hút hơn. Gutenberg là người đầu tiên tạo ra các mảnh ghép loại của mình từ hợp kim của chì, thiếc, antimon, đồng và bismuth - những thành phần tương tự vẫn được sử dụng cho đến ngày nay. Johannes Gutenberg bắt đầu làm việc trên máy in của mình vào khoảng năm 1436, hợp tác với Andreas Dritzehen - người trước đây ông đã hướng dẫn cắt đá quý - và Andreas Heilmann, chủ sở hữu của một nhà máy giấy.
So với in mộc bản, thiết lập trang con chữ di động và in bằng máy in nhanh hơn và bền hơn. Ngoài ra, các mảnh kim loại cứng hơn và chữ đồng đều hơn, dẫn đến kiểu chữ và phông chữ. Chất lượng cao và giá cả tương đối thấp của Kinh thánh Gutenberg (1455) đã tạo nên ưu thế của loại có thể di chuyển đối với các ngôn ngữ phương Tây. Máy in nhanh chóng lan rộng khắp châu Âu, dẫn đến thời kỳ Phục hưng, và sau đó là trên toàn thế giới.

Phòng đóng trang - c. 1920

Những đổi mới của Gutenberg trong lĩnh vực in dùng con chữ di chuyển được gọi là phát minh quan trọng nhất của thiên niên kỷ thứ hai.

### Máy in quay vòng
Máy in quay vòng được phát minh bởi Richard March Hoe vào năm 1843. Nó sử dụng các lần hiển thị cong quanh một hình trụ để in trên các cuộn giấy dài liên tục hoặc các chất nền khác. In trống quay sau đó đã được cải tiến đáng kể bởi William Bullock. Có nhiều loại công nghệ in xoay vẫn được sử dụng ngày nay: in offset, in ống đồng và in flexo.

### Công suất in
Bảng liệt kê số trang tối đa mà các máy in khác nhau có thể in mỗi giờ.

## Công nghệ in thông thường
Tất cả quá trình in đều liên quan đến hai loại khu vực trên đầu ra cuối cùng:
1. Vùng hình ảnh (vùng in)
2. Vùng không hình ảnh (vùng không in)

Sau khi thông tin đã được chuẩn bị cho quá trình sản xuất (bước chuẩn bị), mỗi quy trình in ấn có các biện pháp dứt khoát để tách hình ảnh khỏi các vùng không phải hình ảnh.
In thông thường có bốn loại quy trình:
1. Planographics, trong đó các khu vực in và không in nằm trên cùng một bề mặt phẳng và sự khác biệt giữa chúng được duy trì về mặt hóa học hoặc tính chất vật lý, ví dụ như: in thạch bản offset, in keo và in lụa.
2. Relief, trong đó các khu vực in nằm trên một bề mặt phẳng và các khu vực không in nằm dưới bề mặt, ví dụ: flexography và letterpress.
3. Intaglio, trong đó vùng không in nằm trên một bề mặt phẳng và vùng in được khắc hoặc khắc bên dưới bề mặt, ví dụ: khắc khuôn thép, ống đồng
4. Porous, trong đó các khu vực in nằm trên màn lưới mịn mà qua đó mực có thể xâm nhập và các khu vực không in là một lớp giấy nến trên màn hình để chặn dòng chảy của mực trong các khu vực đó, ví dụ: in lụa, trình sao chép giấy nến.

## Kỹ thuật in ấn hiện đại
Sách báo ngày nay thường được in bằng kĩ thuật in ốp sét - offset. Các kĩ thuật in phổ biến khác gồm in nổi (dùng chủ yếu trong các cuốn ca ta lốc), in lụa, in quay, in phun và in la de. Nhà in thương mại và công nghiệp lớn nhất trên thế giới là Montréal, ở Quebec, Quebecor World.
In kĩ thuật số phần lớn sử dụng hiện tượng tĩnh điện để chuyển đặt mực in lên trên chất nền. Công nghệ này phát triển nhanh chóng trong những năm gần đây với các sản phẩm đa dạng từ các máy sao chép (copier) màu hay đen trắng cho tới các máy in màu hiện đại như Xerox iGen3, Kodak Nexpress, hay loạt máy HP Indigo. iGen3 và Nexpress sử dụng trống mực còn Indigo dùng mực lỏng.

### In tẩy màu
In tẩy màu (Discharge printing) là kỹ thuật in được ứng dụng rộng rãi ngày nay, đặc biệt là in trên chất liệu vải, áo thun. 
Sự khác biệt giữa chính giữa in gốc nước và in tẩy là bước cuối cùng bao gồm một phụ gia tẩy màu được nhuộm nguyên thủy trên vải, và thay thế nó bằng màu sắc mong muốn. In tẩy Discharge là một sự lựa chọn tối ưu khi in trên chất liệu vải tối màu bởi khả năng loại bỏ màu nền của nó. Màu thay thế vùng bị tẩy sẽ trông rất nổi và không bị ám màu như khi in chồng lên màu nền của vải. In tẩy màu Dischard sẽ giúp mức độ chi tiết tăng lên rõ rệt hơn hẳn in sol dẻo. Bằng việc lựa chọn và thiết kế kỹ càng, in tẩy còn có thể giúp vải lụa nhân tạo trở nên rực rỡ hơn.
Điểm yếu của in tẩy màu là kỹ thuật phức tạp hơn rất nhiều so với các loại in khác.

### In gốc nước
In gốc nước (water-based printing): chủ yếu in trên mực in gôc nước. Có độ bóng khá cao nên thường được sử dụng trong các ấn phẩm cao cấp